# PK-10
Das System PK-10 ist ein russischer Täuschkörperwerfer.

## Beschreibung
Das System wurde zum Schutz von Schiffen aller Größen entwickelt und ist seit 1985 im Einsatz. Täuschkörper unterschiedlicher Art können vom Werfer verschossen werden. Ein Werfer enthält zehn ovalförmig angeordnete Abschussrohre, welche manuell nachgeladen werden. Üblicherweise wird eine geradzahlige Anzahl von Werfern verbaut.

## Technische Daten

### Werfer
- Abschussrohre: 10
- Kaliber: 120 mm
- Länge: 655 mm
- Breite: 962 mm
- Höhe: 540 mm
- Gewicht ohne Antrieb: 205 kg
- Gewicht mit Antrieb: 336 kg

### Geschosse
Es existieren zwei separate Täuschkörpertypen für radar- bzw. infrarot-/lasergelenkte Geschosse sowie ein kombinierter Typ.
| Geschoss:             | SR-50   | SO-50        | SK-50                |
| --------------------- | ------- | ------------ | -------------------- |
| Kaliber               | 120 mm  | 120 mm       | 120 mm               |
| Länge:                | 1226 mm | 1226 mm      | 1226 mm              |
| Gewicht Geschoss:     | 25,5 kg | 25 kg        | 25 kg                |
| Gewicht Täuschkörper: | 11 kg   | 7,3 kg       | 9,1 kg               |
| Täuschkörper:         | Düppel  | IR und Laser | Düppel, IR und Laser |

Die Geschosse werden vom „Institut für Angewandte Physik“ (russisch Институт прикладной физики) in Nowosibirsk entwickelt und hergestellt.

## Schiffe
Das System wird unter anderem auf folgenden Schiffsklassen verwendet:
- 11540 Neustraschimy-Klasse
- 1241.1 Tarantul-Klasse
- 1239 Dergach-Klasse